# Kerstin Szymkowiak
Kerstin Szymkowiak (nome de solteira: Kerstin Jürgens; Siegen, Alemanha Ocidental, 19 de dezembro de 1977) é uma piloto de skeleton alemã. Ela conquistou uma medalha de prata olímpica em 2010.